# Улица Гната Хоткевича (Киев)
Улица Гната Хоткевича (укр. Вулиця Гната Хоткевича) — улица в Днепровском и Деснянском районах города Киева. Пролегает от площади Черниговская до улицы Азербайджанская, исторически сложившаяся местности (районы) Аварийный посёлок и Соцгород.
Примыкают улицы Гетмана Павла Полуботка, Краковская, Уинстона Черчилля, проспект Леонида Каденюка, бульвар Верховного Совета, Херсонский переулок, переулок Гната Хоткевича, Финский переулок, Павла Усенко.
Улица продлевает Братиславскую улицу в южном направлении и является частью Малой окружной автодороги.

## История
Новая улица № 232 была проложена в 1950-х годах. К началу 1950-х годов были застроены кварталы Аварийного посёлка 2-этажными домами (общежитиями и квартирными).
29 декабря 1953 года Новая улица № 647 в Дарницком районе переименована на Красногвардейская улица — в честь Красной гвардии, согласно Решению исполнительного комитета Киевского городского совета депутатов трудящихся № 2610 «Про наименование городских улиц» («Про найменування міських вулиць»).
В 1954 году была сдана в эксплуатацию первая очередь Дарницкой ТЭЦ.
19 февраля 2016 года улица получила современное название — в честь украинского музыканта, писателя, историка, композитора, искусствоведа, этнографа, педагога, театрального и общественно-политического деятеля Гната Мартыновича Хоткевича, согласно Решению исполнительного комитета Киевского городского главы № 125/1 «Про наименование бульвара, улиц, площади и переулков в городе Киеве» («Про перейменування бульвару, вулиць, площі та провулків у місті Києві»).
В период 2008—2017 была снесена часть малоэтажной жилой застройки Аварийного посёлка, где затем были возведены многоэтажные жилые дома.

## Застройка
Улица пролегает в юго-восточном направлении. Начало улицы (до примыкания Красноткацкой) служит административной границе районов, где парная сторона относится к Днепровскому району, а непарная — Деснянскому. Улица имеет по два ряда движения в обе стороны. В начале улицы (до примыкания проспекта Юрия Гагарина) между рядами движения проложена трамвайная линия.
Улица Гната Хоткевича с улицами Миропольская, Братиславская, Андрея Малышко, Киото и проспектом Броварской образовывают Черниговскую площадь.
Парная сторона начала улицы (до примыкания Красноткацкой) занята Аварийным посёлком — малоэтажной жилой застройкой (2-этажные дома), кроме того здесь были возведены многоэтажные дома (№ 8, 10, 12). Непарная сторона начала улицы занята учреждениями обслуживания (магазины, торгово-развлекательный комплекс «Проспект»). Далее улица занята территориями промышленных предприятий.

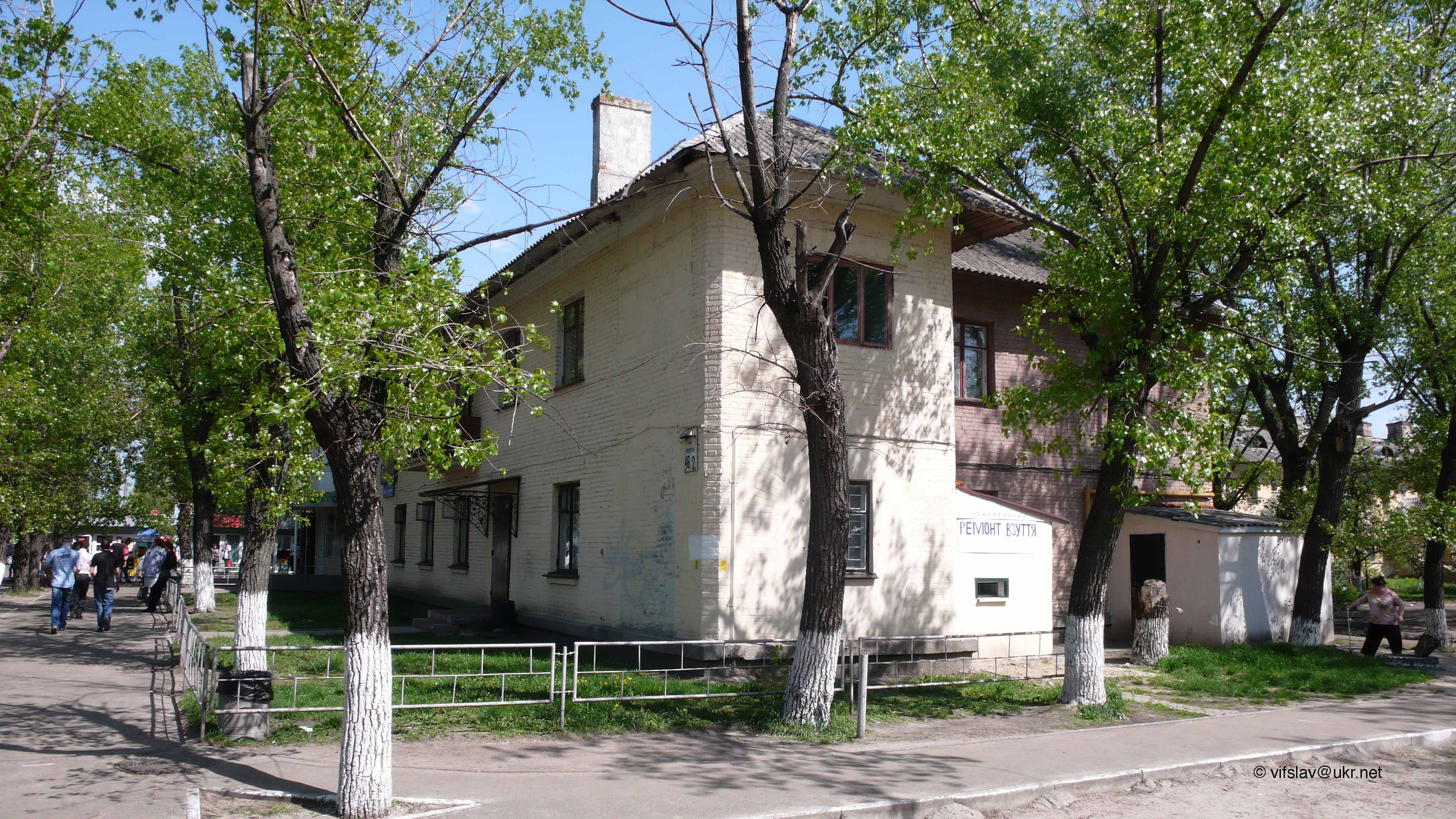
2-этажный дом № 2/46
2-этажный дом № 4
2-этажный дом № 6

Учреждения:
1. дом № 1В — торгово-развлекательный комплекс «Проспект»
2. дом № 20 — Дарницкая ТЭЦ
3. дом № 20 А — Институт возобновляемой энергетики НАН Украины